# Uriel Tal
Uriel Tal (geb. 23. Dezember 1929 in Wien als Uriel Taubes; gest. 1984 in Herzlia, Israel) war ein israelischer Historiker.

## Leben
Uriel Tal entstammte einer angesehenen Rabbinerfamilie aus Galizien und wuchs in Berlin auf. Seine Eltern Jacob Taubes und Salome Taubes geb. Sommer flüchteten Ende der 1930er Jahre mit ihm nach Amsterdam, wo ein Bruder seines Vaters für den Zionismus tätig war. Dort feierte Uriel Taubes am 30. Dezember 1939 seine Bar Mitzwa. 1940 gelang ihm die Emigration nach Palästina, während seine Eltern zwei Jahre im Konzentrationslager Bergen-Belsen festgehalten wurden, bevor sie als sogenannte „Austauschjuden“ freikamen und ihm nachreisen konnten. Uriel Tal promovierte an der Universität Jerusalem, wo er unter anderem als Assistent für Martin Buber tätig war, und wurde 1977 Professor für zeitgenössische jüdische Geschichte an der Universität Tel Aviv. Tal war Mitglied des Jerusalem Board des Leo Baeck Instituts.
Der Schwerpunkt seines Forschungsinteresses lag auf dem Verhältnis zwischen Religion, Ideologie, Ethik und Politik. In Deutschland wurde er vor allem durch seine Studie über das christlich-jüdische Verhältnis im Deutschen Kaiserreich (Christians and Jews in Germany. Religion, Politics, and Ideology in the Second Reich 1870-1914) bekannt. Später befasste er sich mit dem Wesen moderner politischer Religionen, insbesondere den Wechselbeziehungen zwischen der Sakralisierung von Politik auf der einen und der Politisierung von Religion auf der anderen Seite. Die meisten seiner Arbeiten konzentrierten sich auf die weltanschaulichen und religiösen Verhältnisse in Deutschland vor und während der Zeit des Nationalsozialismus. In der zweiten Hälfte seines Wirkens beschäftigte er sich in Aufsätzen und Essays zunehmend mit der politischen Lage in Israel, wo er seit dem Sechstagekrieg eine aus seiner Sicht verhängnisvolle Annäherung zwischen Nationalismus und religiös-politischen Weltanschauungen im Judentum wahrnahm.

## Schriften (Auswahl)
- Religion, Politics and Ideology in the Third Reich. Selected Essays. In Memoriam by Saul Friedländer. Routledge, London/New York 2004, ISBN 978-0714681900.
- Jewish and Universal Social Ethics in the Life and Thought of Albert Einstein. In: Gerald Holton, Yehuda Elkana (Hrsg.): Albert Einstein, Historical and Cultural Perspectives. Princeton University Press, 1982, S. 297–318 
(neu abgedruckt in dem von S. Friedländer posthum hrsgg. Sammelband Religion, Politics and Ideology in the Third Reich, S. 204–222).
- Structures of German ‘Political Theology’ in the Nazi Era. Second annual lecture of the Jacob M. and Shoshana Schreiber Chair of Contemporary Jewish History, May 16, 1979. Tel Aviv 1979 
(neu abgedruckt in dem von S. Friedländer posthum hrsgg. Sammelband Religion, Politics and Ideology in the Third Reich, S. 87–121, eingeschränkte Vorschau in der Google-Buchsuche).
- Christians and Jews in Germany. Religion, Politics, and Ideology in the Second Reich 1870-1914. Cornell University Press, Ithaca 1975, ISBN 0801408792.
- Religious and Anti Religious Roots of Modern Anti Semitism. Leo Baeck Institute, New York 1971 
(neu abgedruckt in dem von S. Friedländer posthum hrsgg. Sammelband Religion, Politics and Ideology in the Third Reich, S. 171–190).